# Las Vegas Quicksilvers
Las Vegas Quicksilvers fueron un equipo de fútbol de los Estados Unidos que militaron en la North American Soccer League, la desaparecida liga de fútbol más importante del país.

## Historia
Fue fundado en el año 1977 en la ciudad de Las Vegas, Nevada luego de adquirir a la franquicia del San Diego Jaws y aunque trajeron jugadores como Eusébio da Silva Ferreira, Wolfgang Sunholz y Brian Joy, solamente tuvieron un promedio de asistencia a los partidos de 7.079 y debido al poco apoyo recibido, la franquicia retornó a San Diego, California para 1978 y pasaron a llamarse los Sockers.

## Temporadas
| Año  | Liga | G  | P  | Pts | Temporada Regular                     | Playoffs     |
| ---- | ---- | -- | -- | --- | ------------------------------------- | ------------ |
| 1977 | NASL | 11 | 15 | 103 | 5º División Sur, Conferencia Pacífico | No Clasificó |

## Jugadores destacados

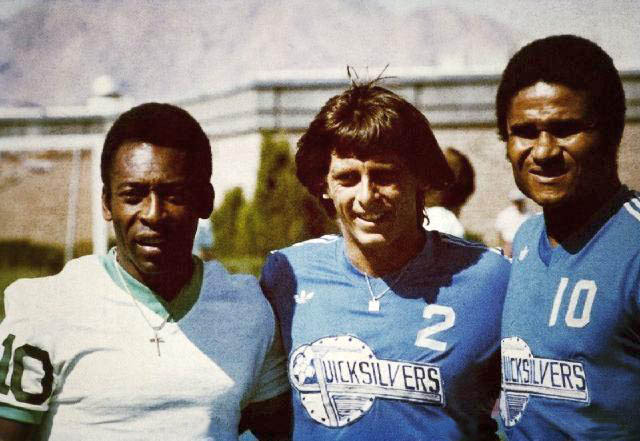
Pelé (izquierda) con los jugadores de Las Vegas Brian Joy y Eusébio en 1977.

| - Abel - Chris Horrocks - Trevor Hockey - Gerry Ingram - Brian Joy - Chris Dangerfield - Derek Trevis - Franz Krauthausen - Axel Neumann - Pelé - Hilary Carlyle - Peter Thomas - Humberto Coelho | - Diamantino Costa - Toni - Eusébio - Tom Galati - Alan Mayer - Doug Wark - Martty McFly - Dave Bragg - Wolfgang Sunholz - Ivica Psut - Emir Ceric |

## Cuerpo técnico
- Derek Trevis - Entrenador
- Jim Fryatt - Entrenador Adjunto